# San Miguelito Dos
San Miguelito Dos är en ort i Mexiko.   Den ligger i kommunen San Miguel de Allende och delstaten Guanajuato, i den centrala delen av landet, 250 km nordväst om huvudstaden Mexico City. San Miguelito Dos ligger 1 865 meter över havet och antalet invånare är 311.
Terrängen runt San Miguelito Dos är platt söderut, men norrut är den kuperad. Runt San Miguelito Dos är det ganska tätbefolkat, med 96 invånare per kvadratkilometer. Närmaste större samhälle är San Miguel de Allende, 11,3 km sydost om San Miguelito Dos. Trakten runt San Miguelito Dos består i huvudsak av gräsmarker.